# Mágico González
Jorge Alberto González Barillas, conocido como Mágico González (San Salvador, El Salvador, 13 de marzo de 1958), es un exfutbolista salvadoreño, considerado por la IFFHS como el Mejor jugador Centroamericano del siglo XX. Fundador de la Organización no gubernamental (ONG) FundaMágico.
Se retiró en El Salvador a los cuarenta y dos años de edad en el Club Deportivo FAS en el año 2000. El 12 de noviembre de 2013 entró en el Salón de la Fama del Fútbol de la FIFA.

## Familia
Jorge González nació en San Salvador, sus padres son Óscar González y Victoria Barillas. Es el menor de ocho hermanos, entre ellos, Mauricio González y Miguel González Leticia González, Jose González, Arturo González, Efraín González y Jesús González. Contrajo nupcias con Ana María Ruano, hija de el futbolista Alfredo Ruano, con quien tuvo un hijo, Rodrigo González. Rodrigo jugó en el Atlético Marte. Además, tuvo otras parejas; con una de ellas tuvo dos hijos en España y, con otra, una hija en Estados Unidos.

## Trayectoria
Jorge González comenzó su carrera de futbolista en el ANTEL donde permaneció durante una temporada para luego pasar al Independiente Fútbol Club de San Vicente por una temporada también, tras una compra colectiva de jugadores. En 1977 fue contratado por Club Deportivo FAS de Santa Ana, de la Primera división salvadoreña, por 600,000 colones.
Su apodo proviene de un partido entre el ANTEL y el Club Deportivo Águila, partido que acabó 3-1 a favor de los de González. Tras su actuación, el comentarista deportivo Rosalío Hernández Colorado lo bautizó como "el mago".

### Carrera internacional

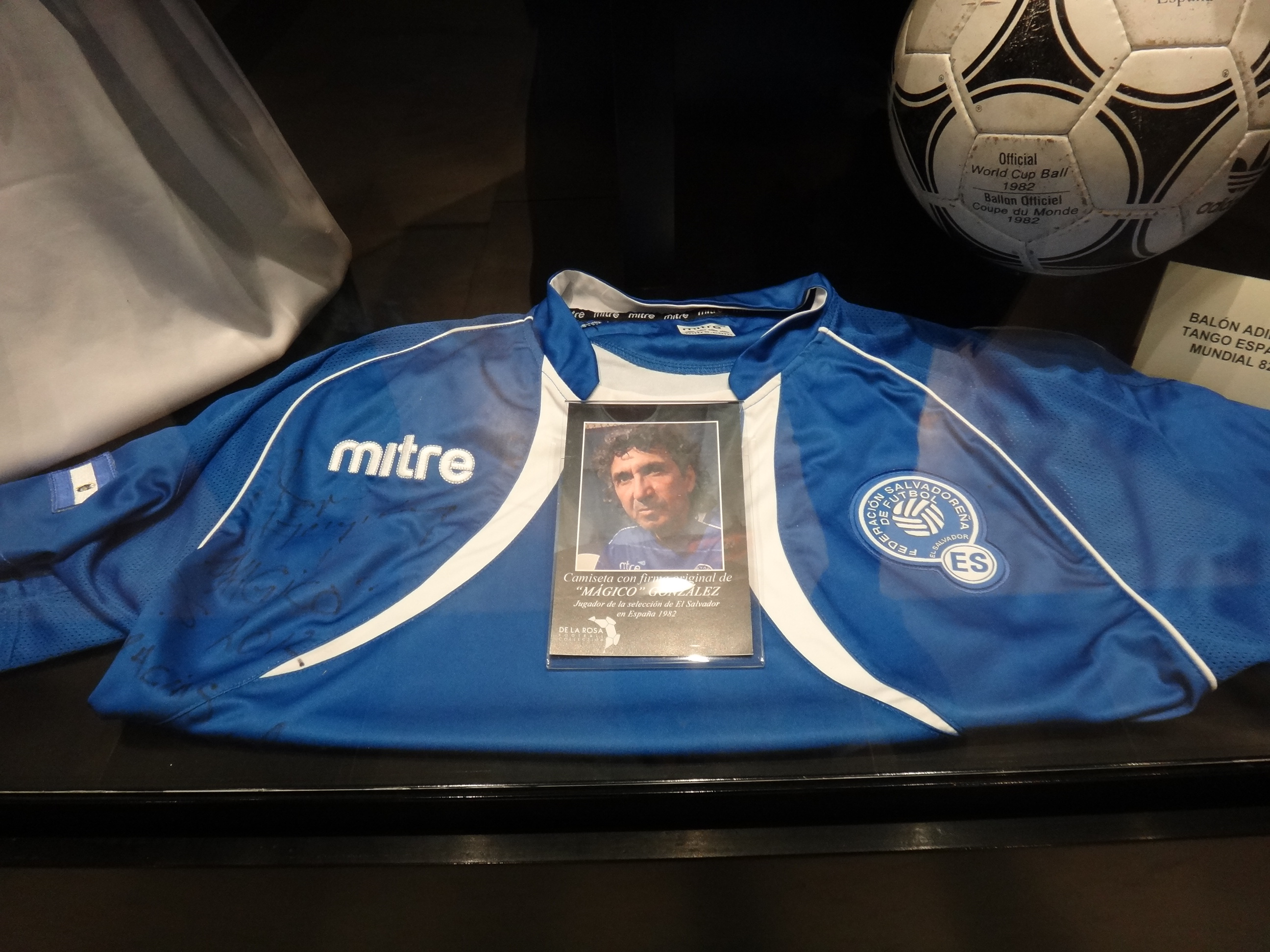
Camiseta de El Salvador firmada por Mágico.

Su juego sirvió para clasificar a la Selección salvadoreña para el Mundial de España 1982. En aquel mundial González dejó destellos de su clase a pesar de perder los tres partidos de fase de grupos. Eso fue suficiente para que el Atlético de Madrid, el Cádiz C.F., Aurora F.C., Comunicaciones, Los Angeles Aztecs, Universitario de Deportes y el Paris St. Germain, se interesaran por sus servicios. El equipo galo sufrió las informalidades de González al estar a punto del cierre de su fichaje cuando el jugador, aduciendo que era demasiado compromiso, decidió simplemente no presentarse a la cita. Al fin, ganó la puja por la contratación el equipo andaluz de la mano de su secretario técnico, Camilo Liz. El fichaje se fijó en 7 millones de pesetas para el primer año y, de querer retenerlo, se deberían abonar 13 millones más al siguiente año. El total pagado al FAS fue el equivalente a 1,300,000 dólares, de los cuales el jugador apenas recibió 60,000.
Su debut con el Cádiz se produjo en un amistoso ante el "Trebujena C.F" en Trebujena (Cádiz) en 1982 y su debut oficial fue el 11 de septiembre del 1982, en un Cádiz CF-Murcia que finalizó 1-3.
En El Salvador, ya se le llamaba "El Mago González" por su habilidad con el balón, tradición que apenas se modificó en España, donde le empezaron a llamar "Mágico". En el Cádiz, Mágico no tardó en ganarse a la afición española con su juego efectivo y sus goles espectaculares; además en cuatro años se le permitieron numerosas indisciplinas. Jorge González tenía por costumbre el dormir demasiado, salir por las noches consecutivamente y a tener reacciones extrañas y aisladas de las costumbres deportivas; su fama de fiestero era extendida, pero los dirigentes deportivos y la afición en general no hacían mayor revuelo por los buenos resultados en el campo de juego. Se llegó a extremos tales como llevar a sus antiguos amigos y dirigentes salvadoreños a tratar de hacerle razonar sobre su comportamiento, así como se asignó un empleado del club para que le llegase a despertar por las mañanas para asistir a los entrenamientos; sin mencionar las sucesivas y altas multas impuestas por el club. Se le imponían sanciones como la no titularidad en partidos posteriores a sus juergas que alcanzaban altas horas de la madrugaba, lo cual implicaba que la afición del Estadio Ramón de Carranza protestase insistentemente ya que se había convertido en el ídolo de los seguidores del club. Al respecto, el propio González describía la situación:

Reconozco que no soy un santo, que me gusta la noche y que las ganas de juerga no me las quita ni mi madre. Sé que soy un irresponsable y un mal profesional, y puede que esté desaprovechando la oportunidad de mi vida. Lo sé, pero tengo una tontería en el coco: no me gusta tomarme el fútbol como un trabajo. Si lo hiciera no sería yo. Sólo juego por divertirme
Jorge González

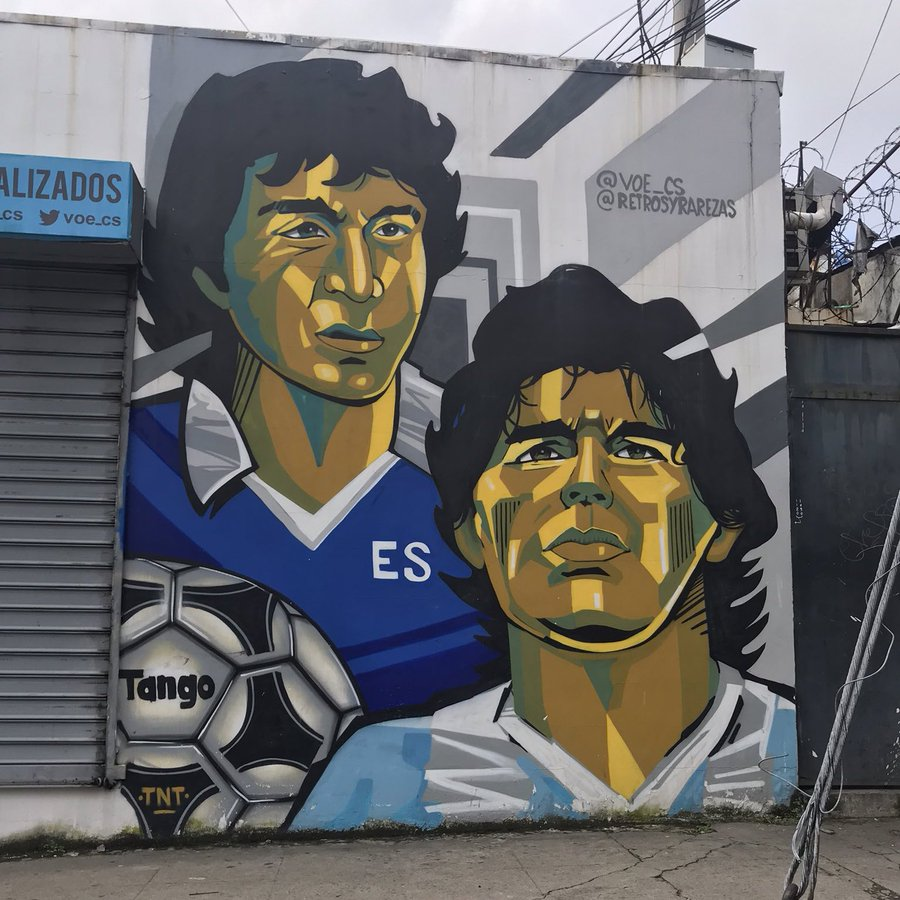
Mural de MÁGICO GONZÁLEZ DIEGO MARADONA

Tras el descenso del Cádiz a Segunda División en la temporada 1983/84, Paris Saint Germain y Fiorentina se interesaron por González, pero él decidió quedarse en el club español; pese a eso, en 1984 realizó una gira con el FC Barcelona por Estados Unidos junto a Diego Armando Maradona, incluso marcando gol en uno de los amistosos realizados y demostrando gran nivel, el Barça finalmente no dio paso a su contratación oficial, se especuló que la razón que truncó su traspaso al club fue un incidente de indisciplina en un hotel californiano, cuando se activó la alarma de incendios y Jorge González fue el único en quedarse en la habitación con una chica.
En enero de la temporada 1984/85 y tras sus juergas nocturnas y desavenencias con Benito Joanet, su entrenador, se efectuó su traspaso al Real Valladolid donde el club vallisoletano le hizo un estrecho marcaje a su vida privada, por lo que González Barillas se sintió acosado y prefirió volver a Cádiz en la temporada 1986/87, no sin antes vagar sin rumbo por varios países de América. El contrato buscaba garantizar que el club tendría un jugador ceñido a las normas, por lo que se le recontrató bajo condiciones como el pago de 700 dólares por partido jugado.
En esta segunda etapa seis fueron los técnicos que lo tuvieron a sus órdenes: Dragoljub Milošević, Senekowisch, Vidal, Addison, Víctor Espárrago y Ramón Blanco.

### Regreso a El Salvador
Tras un intento del Atalanta italiano por ficharlo, Jorge González decidió permanecer en el club español hasta el 6 de junio de 1991, retirándose tras un año donde apenas jugó, deprimido por el suceso de julio de 1989. María del Carmen Coca, una joven gaditana de 22 años denunció a González por intento de violación; el jugador se defendió y acabó saliendo bien librado judicialmente mediante una indemnización de 4000 pesetas, aunque no volvió a entrenar y a jugar en las mismas condiciones. En 1991 volvió a El Salvador para fichar por el Club Deportivo FAS, donde militó hasta su retiro en 2000. En ese año, fue convocado por última vez a la selección nacional.

### Tras su retiro
Tras su retiro como futbolista en activo, continuó vinculado al deporte como segundo entrenador del Houston Dynamo en la Major League Soccer. Volviendo a El Salvador al acabar la temporada. En el mes de noviembre de 2011, fue incorporado como asistente técnico de la selección salvadoreña por invitación del director técnico Rubén Israel, justo al cierre de la segunda ronda de la clasificación de Concacaf para la Copa Mundial de Fútbol de 2014.
En enero de 2018, el presidente del Cádiz viajó a San Salvador (donde reside Mágico González) para convencerle de que volviese y trabajase para el Cádiz Club de Fútbol y ayudase en las escuelas de fútbol de niños.

## Homenajes

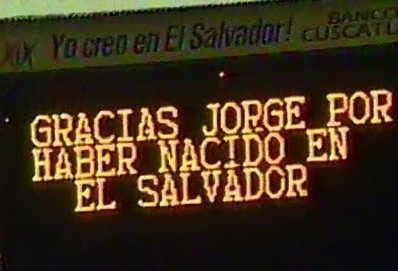
en 2004, con un partido de fútbol entre jugadores salvadoreños y del español Cádiz F. C. (3-3 goles), Jorge “Mágico” González recibe un homenaje en el estadio que lleva su nombre en la capital salvadoreña.

En 2001 se le tributó un homenaje en Cádiz con motivo de un partido benéfico para ayudar a las víctimas del terremoto de ese año en El Salvador. En 2003, La Asamblea Legislativa de El Salvador lo nombró Hijo Meritísimo y nombró como Estadio Nacional Jorge "Mágico" González al exestadio "Flor Blanca", ubicado en la ciudad de San Salvador, en la colonia Flor Blanca. En 2003 fue nombrado "mejor futbolista salvadoreño de todos los tiempos" por unanimidad entre el gremio de prensa deportiva de El Salvador.
El 28 de agosto de 2004, se le homenajeó en el estadio que lleva su nombre en un partido entre exfutbolistas salvadoreños y exfutbolistas del Cádiz que acabó 3-3; González jugó una mitad con cada equipo y acabó marcando tres goles (dos para los españoles y uno para los salvadoreños). En 2006, el escritor salvadoreño Geovani Galeas presentó una obra teatral basada en la vida de Jorge González, la cual tituló San Mago, patrón del estadio. Ese mismo año, fue invitado por Diego Armando Maradona a participar en una exhibición de fútbol en El Salvador entre un equipo de exfutbolistas argentinos contra uno de homólogos salvadoreños. El encuentro acabó 5-1 a favor de los suramericanos, habiendo marcado Mágico González el único gol centroamericano. Además, el Club Deportivo FAS jugó en San Salvador un partido de homenaje al futbolista contra Boca Juniors y al siguiente año, la selección nacional le rindió homenaje al invitarlo a jugar contra la selección nacional de Hungría de 1982.
En enero de 2011, en una encuesta publicada por el medio www.enbocadegol.com, en el que daba lugar a los 50 mejores goles de la historia de la Liga Española, el gol de "El Mágico" González en la temporada 1987-1988 al F. C. Barcelona en el Camp Nou, fue elegido como el mejor gol con un total de 10737 votos, (el 61% del total), por delante de Hagi, Ronaldo, Messi, Zidane, junto a otros.
Además, el 22 de abril de 2013 fue elegido junto a otras diez personalidades —entre ellos Franco Baresi, Paolo Maldini, y George Weah— para formar parte del Salón de la Fama del Fútbol de la ciudad de Pachuca, en una ceremonia que se llevó a cabo el 12 de noviembre del mismo año. Al respecto opinó:

Es una manera...de representar a compatriotas centroamericanos como el hondureño Gilberto Yearwood, Óscar "Coneja" Sánchez, de Guatemala, el panameño Rommel Fernández o el costarricense Hernán Medford. Somos los centroamericanos que estamos en el mismo nivel...pero en ese caso me han elegido a mí en calidad de representar a Centroamérica y orgullosamente es que sea un salvadoreño el que haga eso.

El mes de diciembre de 2015 la Editorial Dalya publica en España el primer libro que habla sobre el astro salvadoreño: "Mágico González, la leyenda", escrito por el autor gaditano Enrique Alcina. En él se hace un retrato de su personalidad, así como de su trayectoria deportiva.

## Estadísticas

### Clubes
| Club                           | País        | Año         | Partidos | Goles | Promedio |
| ------------------------------ | ----------- | ----------- | -------- | ----- | -------- |
| ANTEL FC                       | El Salvador | 1975-1976   | 33       | 13    | 0.39     |
| Independiente Fútbol Club      | El Salvador | 1976-1977   | 29       | 7     | 0.24     |
| Club Deportivo FAS             | El Salvador | 1977-1982   | 63       | 39    | 0.62     |
| Cádiz Club de Fútbol           | España      | 1982 - 1984 | 84       | 37    | 0.44     |
| Real Valladolid Club de Fútbol | España      | 1985        | 10       | 3     | 0.30     |
| Cádiz Club de Fútbol           | España      | 1986 - 1991 | 135      | 40    | 0.30     |
| Club Deportivo FAS             | El Salvador | 1991 - 1999 | 193      | 72    | 0.37     |
| San Salvador Fútbol Club       | El Salvador | 2002        |          |       |          |

### Selección de El Salvador
| Absoluta · El Salvador |       |    |    |   |   |   |    |    |    |    |      |      |
| 1976                   | 2     | 0  | —  | — | — | — | —  | —  | 2  | 0  | 0.00 |      |
| 1977                   | 5     | 1  | —  | — | — | — | 3  | 1  | 8  | 2  | 0.25 |      |
| 1978                   | —     | —  | —  | — | — | — | 1  | 0  | 1  | 0  | 0.00 |      |
| 1979                   | —     | —  | —  | — | — | — | 3  | 0  | 3  | 0  | 0.00 |      |
| 1980                   | 7     | 5  | —  | — | — | — | 5  | 4  | 12 | 9  | 0.75 |      |
| 1981                   | 4     | 0  | —  | — | — | — | 1  | 1  | 5  | 1  | 0.20 |      |
| 1982                   | —     | —  | —  | — | 3 | 0 | 3  | 2  | 6  | 2  | 0.33 |      |
| 1983                   | —     | —  | —  | — | — | — | 1  | 0  | 1  | 0  | 0.00 |      |
| 1985                   | 2     | 0  | —  | — | — | — | —  | —  | 2  | 0  | 0.00 |      |
| 1989                   | 1     | 0  | —  | — | — | — | —  | —  | 1  | 0  | 0.00 |      |
| 1991                   | —     | —  | —  | — | — | — | 1  | 1  | 1  | 1  | 1.00 |      |
| 1992                   | 7     | 5  | —  | — | — | — | 7  | 0  | 14 | 5  | 0.35 |      |
| 1993                   | 3     | 1  | —  | — | — | — | 1  | 0  | 4  | 1  | 0.25 |      |
| 1998                   | —     | —  | 2  | 0 | — | — | —  | —  | 2  | 0  | 0.00 |      |
| Total                  | 31    | 12 | 2  | 0 | 3 | 0 | 26 | 9  | 62 | 21 | 0.33 |      |
| Total                  | Total | 31 | 12 | 2 | 0 | 3 | 0  | 26 | 9  | 62 | 21   | 0.33 |
| 1. 2.                  |       |    |    |   |   |   |    |    |    |    |      |      |

## Palmarés

### Títulos nacionales
| Título           | Club               | País        | Año  |
| ---------------- | ------------------ | ----------- | ---- |
| Primera División | Club Deportivo FAS | El Salvador | 1978 |
| Primera División | Club Deportivo FAS | El Salvador | 1979 |
| Primera División | Club Deportivo FAS | El Salvador | 1981 |
| Primera División | Club Deportivo FAS | El Salvador | 1995 |
| Primera División | Club Deportivo FAS | El Salvador | 1996 |

### Títulos internacionales
| Título            | Club               | País        | Año  |
| ----------------- | ------------------ | ----------- | ---- |
| Copa de Campeones | Club Deportivo FAS | El Salvador | 1979 |

### Campeonatos regionales
| Título                   | Club        | País   | Año  |
| ------------------------ | ----------- | ------ | ---- |
| Trofeo Ramón de Carranza | Cádiz C. F. | España | 1983 |
| Trofeo Ramón de Carranza | Cádiz C. F. | España | 1986 |

### Participación en Copas del Mundo
| Torneo          | Sede   | Resultado    |
| --------------- | ------ | ------------ |
| Mundial de 1982 | España | Primera fase |

### Distinciones individuales
| Distinción                                            | Año  |
| ----------------------------------------------------- | ---- |
| Mejor jugador salvadoreño del siglo XX según la IFFHS | 1999 |